# Cartucho (arquitetura)

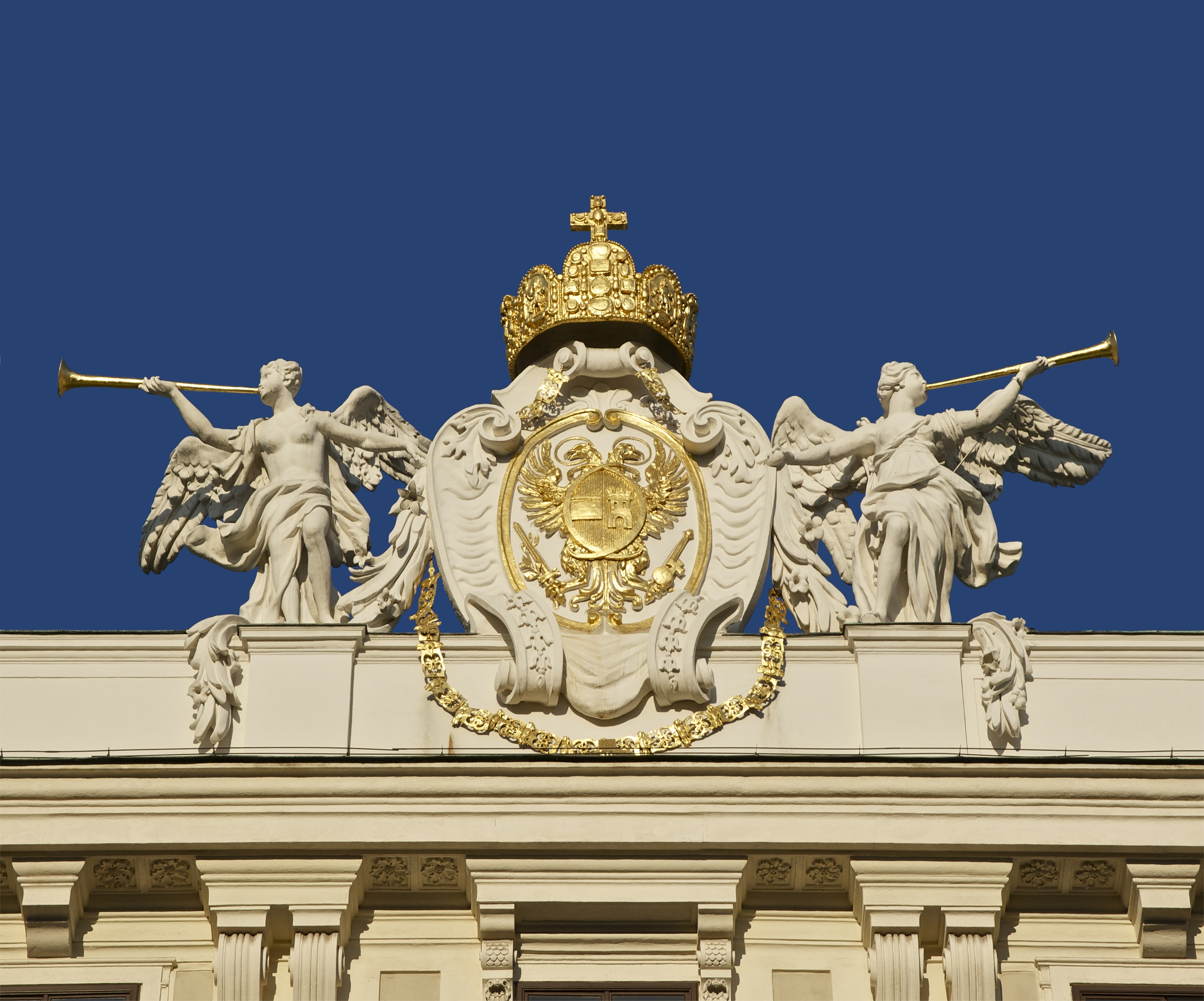
Cartucho com o brasão de Carlos VI da Áustria.

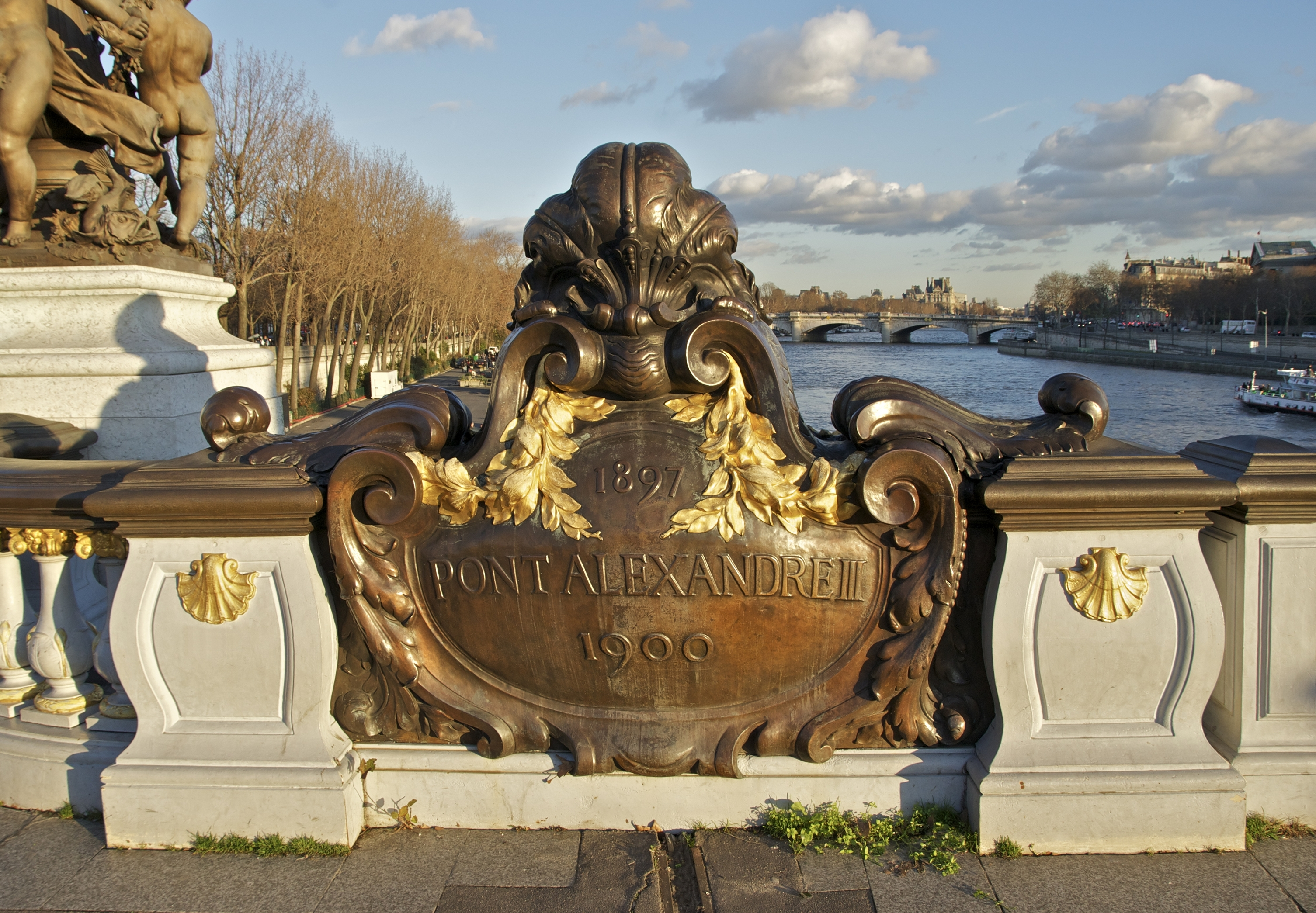
Cartucho na Ponte Alexandre III, em Paris.

Um cartucho, chamado também de cartela, uma palavra derivada do termo francês cartouche é um elemento decorativo oval ou oblongo com uma face ligeiramente convexa, tipicamente emoldurado por um floreios em forma rolo. É utilizado para abrigar uma pintura ou um baixo relevo.
No início da era moderna, a partir do século XVI principalmente, o cartucho passou a ser um elemento de moldura em forma de rolo, derivado originalmente do elemento italiano conhecido como cartoccia. Estes cartuchos são tipicamente esticados, perfurados e representados desenrolando. Outro tipo de cartucho se destaca na página titular das "Vidas", de Giorgio Vasari, emoldurando uma vinheta menor com um elemento de papelaria perfurado e desenrolando (vide imagem).